# Mino washi
 (juin 2025).
Les Mino washi (美濃和紙, « papier Mino ») sont un type de papier japonais créé à Gifu, Japon.
En 1985, il a été désigné artisanat traditionnel par le ministère du Commerce international et de l'Industrie (maintenant le Ministère de l'Économie, du Commerce et de l'Industrie).